# Æthelwold ætheling av East Anglia
Æthelwold ætheling av East Anglia, död 902, var en engelsk monark. Han var kung av East Anglia 902. 